# Diego Ifrán
Diego Ifrán (Cerro Chato, Uruguay, 8 de junio de 1987) es un exfutbolista uruguayo que jugaba como delantero. Decidió retirarse el 7 de agosto de 2017, tras haber tenido problemas con su contratista, su último equipo de fútbol fue el Sporting Cristal de Perú luego de su salida de Peñarol.

## Trayectoria
Comenzó su carrera en Fénix en el año 2006 descendiendo de categoría en la temporada 2007-08.
A mediados del 2008 se incorporó al Danubio siendo el goleador del torneo Apertura.
En agosto de 2010 la Real Sociedad de España compró el 50% de sus derechos estando lesionado de gravedad.
El 7 de marzo de 2011 debutó con la Real Sociedad en la Primera División de España, jugando además su primer partido oficial tras casi un año de convalecencia por su grave lesión. El 3 de abril hacía su debut goleador en esta división y con su nuevo club en la derrota de su equipo por 1-3 frente al Hércules.
En la pretemporada del equipo español, marcó un hat-trick en la victoria por 15-0 ante Les Eglatins.
En el mercado de invierno de la temporada 2012/13, Ifrán parecía que se iría cedido a otro equipo hasta final de temporada, al apenas entrar en los planes del francés Philippe Montanier, aunque una lesión de Agirretxe antes del partido ante el Málaga C. F., le abrió la puerta a la titularidad y empezó a contar con bastantes oportunidades. Marcó un gol en la goleada por 2-5 al Valencia C. F. Sin embargo, Agirretxe volvió a contar más con Montanier en la parte final del campeonato, e Ifrán fue de nuevo relegado al banquillo.
El 1 de junio de 2013, consiguió la clasificación para la Liga de Campeones con la Real Sociedad.
El 12 de marzo de 2014, Diego Ifrán es cedido al Deportivo de La Coruña hasta final de temporada.
El 31 de julio de 2014, Diego Ifrán es cedido al Tenerife, para la temporada 2014-15.
El 2 de julio de 2015, se confirma su llegada a Peñarol de Uruguay. En dicho club ha ganado el Torneo Apertura 2015 el 6 de diciembre (fecha la cual tiene tatuada en su brazo en números romanos).
El 12 de junio ganó el Campeonato Uruguayo 2015-16 tras ganarle a Plaza Colonia en la final, anotó 4 goles.
Tras finalizar la cesión regresa a Real Sociedad de la Liga Española.
El 20 de agosto de 2016 el Club Sporting Cristal del Perú oficializa su incorporación por un año.Finalizado su contrato en Perú,decide retirarse,y volverse a su Cerro Chato natal donde juega en el fútbol local amateur en el Club Social y Deportivo La Cuchilla y representa al seleccionado local.

## Clubes
| Club                            | País    | Año         |
| ------------------------------- | ------- | ----------- |
| Fénix                           | Uruguay | 2006 – 2008 |
| Danubio                         | Uruguay | 2008 – 2010 |
| Real Sociedad                   | España  | 2010 – 2014 |
| Deportivo de La Coruña (cedido) | España  | 2014        |
| Tenerife (cedido)               | España  | 2015        |
| Peñarol                         | Uruguay | 2015 – 2016 |
| Sporting Cristal                | Perú    | 2016 – 2017 |

## Estadísticas
Actualizado al último partido disputado, el 11 de diciembre de 2016; Melgar 1-1 Sporting Cristal.
| Temporada     | Club                   | Div.          | Liga  | Liga  | Copa Nacional | Copa Nacional | Copa Internacional | Copa Internacional | Total | Total |
| Temporada     | Club                   | Div.          | Part. | Goles | Part.         | Goles         | Part.              | Goles              | Part. | Goles |
| ------------- | ---------------------- | ------------- | ----- | ----- | ------------- | ------------- | ------------------ | ------------------ | ----- | ----- |
| 2006-07       | Fénix                  | 2ª            | 19    | 7     | -             | -             | -                  | -                  | 19    | 7     |
| 2007-08       | Fénix                  | 1ª            | 30    | 12    | -             | -             | -                  | -                  | 30    | 12    |
| 2008-09       | Danubio                | 1ª            | 22    | 11    | -             | -             | -                  | -                  | 22    | 11    |
| 2009-10       | Danubio                | 1ª            | 21    | 16    | -             | -             | -                  | -                  | 21    | 16    |
| 2010-11       | Real Sociedad          | 1.ª           | 10    | 2     | -             | -             | -                  | -                  | 10    | 2     |
| 2011-12       | Real Sociedad          | 1.ª           | 16    | 1     | 3             | 2             | -                  | -                  | 19    | 3     |
| 2012-13       | Real Sociedad          | 1.ª           | 26    | 2     | 2             | 0             | -                  | -                  | 28    | 2     |
| 2013-14       | Real Sociedad          | 1.ª           | 0     | 0     | 0             | 0             | -                  | -                  | 0     | 0     |
| 2014          | Deportivo de La Coruña | 2.ª           | 11    | 4     | -             | -             | -                  | -                  | 11    | 4     |
| 2015          | Tenerife               | 2.ª           | 28    | 11    | -             | -             | -                  | -                  | 28    | 11    |
| 2015-16       | Peñarol                | 1ª            | 20    | 4     | -             | -             | 1                  | 0                  | 21    | 4     |
| 2016          | Sporting Cristal       | 1ª            | 13    | 5     | -             | -             | -                  | -                  | 13    | 5     |
| 2017          | Sporting Cristal       | 1ª            | 9     | 4     | -             | -             | 2                  | 0                  | 11    | 4     |
| Total carrera | Total carrera          | Total carrera | 225   | 79    | 5             | 2             | 3                  | 0                  | 233   | 81    |

## Palmarés

### Campeonatos nacionales
| Título                 | Club             | País    | Año  |
| ---------------------- | ---------------- | ------- | ---- |
| Campeonato Uruguayo    | Peñarol          | Uruguay | 2016 |
| Torneo Descentralizado | Sporting Cristal | Perú    | 2016 |

### Distinciones individuales
| Distinción                                    | Año     |
| --------------------------------------------- | ------- |
| Máximo goleador del Torneo Apertura (9 goles) | 2009-10 |